# Nickelodeon’s Unfiltered
Nickelodeon’s Unfiltered (auch bekannt als Unfiltered) ist eine US-amerikanische Spielshow-Fernsehserie. Die Serie wird von Jay Pharoah moderiert, mit seinen Mitstreitern Darci Lynne, Gabrielle Nevaeh Green und Lex Lumpkin.

## Handlung
Prominente verstecken ihre wahren Identitäten hinter einem animierten Gesichtsfilter und einem Stimmenfresser. Die Teilnehmer müssen herausfinden, welcher mysteriöse Prominente sich hinter dem Filter verbirgt, indem sie den Hinweisen folgen. Die Zuschauer können auch die Filter aus der Serie verwenden und sich in die gleichen Charaktere verwandeln.

## Produktion
Am 6. Mai 2020 wurde die Sendung unter dem Titel Game Face angekündigt. Die Serie wurde zusammen mit Group Chat inmitten der COVID-19-Pandemie gedreht. Am 27. August 2020 kündigte Nickelodeon neun zusätzliche Episoden an, die in den USA am 5. September ausgestrahlt wurde. Am 7. Januar 2021 kündigte Nickelodeon eine zweite Staffel zusammen mit sieben zusätzlichen Episoden von Side Hustle an, die später am selben Abend Premiere hatten.

## Episodenliste
Die Episoden sind nach Ausstrahlungsreihenfolge in den USA sortiert, da es bei der Produktionsreihenfolge oftmals zu Anschlussfehlern kommt.

### Staffel 1
| Nr. (ges.)                                                               | Nr. (St.) | Deutscher Titel                     | Originaltitel                  | Erstausstrahlung USA | Deutschsprachige Erstausstrahlung (D) | Prod. Code |
| ------------------------------------------------------------------------ | --------- | ----------------------------------- | ------------------------------ | -------------------- | ------------------------------------- | ---------- |
| 1                                                                        | 1         | Pizza ist dein Game-Gesicht!        | Pizza In Your Game Face!       | 11. Juli 2020        | 7. Nov. 2020                          | 101        |
| Spezial-Gäste: Big Show, Iain Armitage                                   |           |                                     |                                |                      |                                       |            |
| 2                                                                        | 2         | Zombies fressen Einhörner!          | Zombies Eat Unicorns!          | 18. Juli 2020        | 14. Nov. 2020                         | 102        |
| Spezial-Gäste: Asher Angel, Candace Cameron Bure                         |           |                                     |                                |                      |                                       |            |
| 3                                                                        | 3         | Piñatas mit Avocado-Toasts          | Avocado Toasted Piñatas!       | 25. Juli 2020        | 28. Nov. 2020                         | 103        |
| Spezial-Gäste: David Dobrik, Buddy Valastro                              |           |                                     |                                |                      |                                       |            |
| 4                                                                        | 4         | Hunde-Oktopus-Party!                | Corgi Rock Party!              | 1. Aug. 2020         | 5. Dez. 2020                          | 104        |
| Spezial-Gäste: Liza Koshy, Gabriel Iglesias                              |           |                                     |                                |                      |                                       |            |
| 5                                                                        | 5         | Es regnet Pinguine!                 | It’s Raining Penguins!         | 8. Aug. 2020         | 12. Dez. 2020                         | 105        |
| Spezial-Gäste: Joshua Bassett, Shaun White                               |           |                                     |                                |                      |                                       |            |
| 6                                                                        | 6         | Roboter lieben Müsli!               | Robots Love Cereal!            | 15. Aug. 2020        | 17. Jan. 2021                         | 106        |
| Spezial-Gäste: Chance the Rapper, Coyote Peterson                        |           |                                     |                                |                      |                                       |            |
| 7                                                                        | 7         | Der Sneaker und das Stachelschwein! | Porcupines Rock High Tops!     | 5. Sep. 2020         | 23. Jan. 2021                         | 107        |
| Spezial-Gäste: Tony Hawk, Ne-Yo                                          |           |                                     |                                |                      |                                       |            |
| 8                                                                        | 8         | Honigbären kauen Kaugummi!          | Honey Bears Chew Gumballs!     | 12. Sep. 2020        | 24. Jan. 2021                         | 108        |
| Spezial-Gäste: Keke Palmer, Ally Brooke                                  |           |                                     |                                |                      |                                       |            |
| 9                                                                        | 9         | Hot-Dog-Tanzparty                   | Hot Dog Dance Party            | 19. Sep. 2020        | 30. Jan. 2021                         | 109        |
| Spezial-Gäste: Tiffany Haddish, James Murray                             |           |                                     |                                |                      |                                       |            |
| 10                                                                       | 10        | Toast mit Stacheln!                 | Cactus Pop Tarts!              | 26. Sep. 2020        | 31. Jan. 2021                         | 110        |
| Spezial-Mitstreiter: Young Dylan Spezial-Gäste: Peyton List, Tom Kenny   |           |                                     |                                |                      |                                       |            |
| 11                                                                       | 11        | -                                   | Let’s Eat Electric Cake!       | 3. Okt. 2020         | –                                     | 111        |
| Spezial-Mitstreiter: Iain Armitage Spezial-Gäste: H.E.R., Cooper Barnes  |           |                                     |                                |                      |                                       |            |
| 12                                                                       | 12        | -                                   | This Planet is Cuckoo!         | 10. Okt. 2020        | –                                     | 112        |
| Spezial-Gäste: Kel Mitchell, Rutledge Wood                               |           |                                     |                                |                      |                                       |            |
| 13                                                                       | 13        | -                                   | Burgers In Your Laundry!       | 17. Okt. 2020        | –                                     | 113        |
| Spezial-Gäste: Frankie Grande, Trevor Daniel                             |           |                                     |                                |                      |                                       |            |
| 14                                                                       | 14        | -                                   | Super Cats & Fierce Ice Cream! | 24. Okt. 2020        | –                                     | 114        |
| Spezial-Mitstreiter: Miya Cech Spezial-Gäste: Tyra Banks, Rico Rodriguez |           |                                     |                                |                      |                                       |            |
| 15                                                                       | 15        | -                                   | Happy Slime-o-ween!            | 3. Okt. 2020         | –                                     | 115        |
| Spezial-Gäste: Duff Goldman, Bill Nye                                    |           |                                     |                                |                      |                                       |            |

### Staffel 2
| Nr. (ges.) | Nr. (St.) | Deutscher Titel                    | Originaltitel                         | Erstausstrahlung USA | Deutschsprachige Erstausstrahlung (D) | Prod. Code |
| --- | --------- | ---------------------------------- | ------------------------------------- | -------------------- | ------------------------------------- | ---------- |
| 16 | 1         | Donut gegen Vulkan                 | Donut vs. The Volcano                 | 7. Jan. 2021         | 6. März 2022                          | 201        |
| Spezial-Gäste: Ninja, Tim Tebow                                                                                          |           |                                    |                                       |                      |                                       |            |
| 17 | 2         | Blümchen und Glitzer-Telefon       | Calling All Funflowers!               | 14. Jan. 2021        | 6. März 2022                          | 202        |
| Spezial-Mitstreiter: Ryan Alessi, Miya Cech Spezial-Gäste: Ninja, Tim Tebow                                              |           |                                    |                                       |                      |                                       |            |
| 18 | 3         | Astronaut und Spaßball             | Goofballs from Outer Space!           | 21. Jan. 2021        | 6. März 2022                          | 203        |
| Spezial-Mitstreiter: Ryan Alessi, Chinguun Sergelen Spezial-Gäste: Pete Wentz, Candace Parker                            |           |                                    |                                       |                      |                                       |            |
| 19 | 4         | Bibberito und Retro-Fernseher      | As Seen On Burrito                    | 28. Jan. 2021        | 6. März 2022                          | 204        |
| Spezial-Mitstreiter: Ryan Alessi, Kate Godfrey Spezial-Gäste: Taraji P. Henson, Yvette Nicole Brown                      |           |                                    |                                       |                      |                                       |            |
| 20 | 5         | Geldhäschen                        | Bunny Money                           | 4. Feb. 2021         | 6. März 2022                          | 205        |
| Spezial-Mitstreiter: Miya Cech, Asher Angel Spezial-Gäste: Johnny Orlando, Lincoln Loud                                  |           |                                    |                                       |                      |                                       |            |
| 21 | 6         | Sei mein Valentins-Schatz!         | Be My Valentine!                      | 11. Feb. 2021        | 13. März 2022                         | 206        |
| Spezial-Gäste: Gaten Matarazzo, Lele Pons                                                                                |           |                                    |                                       |                      |                                       |            |
| 22 | 7         | Zwei Promis mit vielen Talenten    | This DJ is Bananas!                   | 18. Feb. 2021        | 13. März 2022                         | 207        |
| Spezial-Mitstreiter: Chinguun Sergelen Spezial-Gäste: Craig Robinson, Zach King                                          |           |                                    |                                       |                      |                                       |            |
| 23 | 8         | Seelöwe und Waschbär               | Aye, Aye, Trash Can!                  | 25. Feb. 2021        | 13. März 2022                         | 208        |
| Spezial-Mitstreiter: Miya Cech, Chinguun Sergelen Spezial-Gäste: Simone Biles, Sky Brown                                 |           |                                    |                                       |                      |                                       |            |
| 24 | 9         | -                                  | Otter Docs & Polka Dots               | 6. März 2021         | –                                     | 209        |
| Spezial-Mitstreiter: Miya Cech Spezial-Gäste: Ty Dolla Sign, Kat Graham                                                  |           |                                    |                                       |                      |                                       |            |
| 25 | 10        | -                                  | Wordy Worms and Legal Eagles!         | 10. Apr. 2021        | –                                     | 211        |
| Spezial-Mitstreiter: Jules LeBlanc, Jayden Bartels Spezial-Gäste: Marshawn Lynch, Mario Lopez                            |           |                                    |                                       |                      |                                       |            |
| 26 | 11        | -                                  | Unfiltered: Best Off                  | 29. Mai 2021         | –                                     | 999        |
| 26 | 12        | Hackfleisch-Burger und Punk-Pinsel | Paint the Town Sloppy                 | 29. Mai 2021         | 13. März 2022                         | 210        |
| Spezial-Gäste: Unspeakable, Jodie Sweetin                                                                                |           |                                    |                                       |                      |                                       |            |
| 28 | 13        | -                                  | I’m Kind of a Big Dill                | 17. Juni 2021        | –                                     | 212        |
| Spezial-Gäste: Terry Crews, Andre Drummond Spezial-Auftritt: Isaiah Crews                                                |           |                                    |                                       |                      |                                       |            |
| 29 | 14        | -                                  | Strong Beef & Flying Teeth!           | 21. Juni 2021        | –                                     | 213        |
| Spezial-Mitstreiter: Chase Vacnin Spezial-Gäste: Tyler Posey, Mckenna Grace                                              |           |                                    |                                       |                      |                                       |            |
| 30 | 15        | -                                  | Dreaming of an Awful Waffle!          | 22. Juni 2021        | –                                     | 214        |
| Spezial-Mitstreiter: Chase Vacnin Spezial-Gäste: Bob Saget, Rebecca Zamolo                                               |           |                                    |                                       |                      |                                       |            |
| 31 | 16        | -                                  | Kickin' Carrots and Bubbly Tea!       | 23. Juni 2021        | –                                     | 215        |
| Spezial-Mitstreiter: Chase Vacnin, Lili Brennan Spezial-Gäste: Laura Marano, Miles Brown                                 |           |                                    |                                       |                      |                                       |            |
| 32 | 17        | -                                  | Poppin' Starfish and Rickin' Roaches! | 15. Juli 2021        | –                                     | 216        |
| Spezial-Mitstreiter: Mitchell Berg, Jayden Bartels, Lili Brennan Spezial-Gäste: Saweetie, Austin Mahone                  |           |                                    |                                       |                      |                                       |            |
| 33 | 18        | -                                  | Why Did the Bear Cross the Road?      | 7. Aug. 2021         | –                                     | 217        |
| Spezial-Mitstreiter: Lili Brennan, Jayden Bartels, Mitchell Berg Spezial-Gäste: Joel McHale, Jimmie Allen                |           |                                    |                                       |                      |                                       |            |
| 34 | 19        | -                                  | That’s A Corny Dog!                   | 14. Aug. 2021        | –                                     | 218        |
| Spezial-Mitstreiter:Miya Cech Spezial-Gäste: Rob Gronkowski, Adam Rippon                                                 |           |                                    |                                       |                      |                                       |            |
| 35 | 20        | -                                  | Wrestling Slimy Snails!               | 21. Aug. 2021        | –                                     | 219        |
| Spezial-Gäste: Anna Cathcart, Bobby Moynihan                                                                             |           |                                    |                                       |                      |                                       |            |
| 36 | 21        | -                                  | Gettin' Groovy With A Smoothie!       | 28. Aug. 2021        | –                                     | 220        |
| Spezial-Mitstreiter:Miya Cech Spezial-Gäste: Rainn Wilson, Padma Lakshmi                                                 |           |                                    |                                       |                      |                                       |            |
| 37 | 22        | -                                  | Fan the Flames!                       | 11. Sep. 2021        | –                                     | 221        |
| Spezial-Mitstreiter:Telici Huynh, Artyon Celestine Spezial-Gäste: Wayne Brady, Anna Camp                                 |           |                                    |                                       |                      |                                       |            |
| 38 | 23        | -                                  | Jazz Hams!                            | 18. Sep. 2021        | –                                     | 222        |
| Spezial-Mitstreiter: Telci Huynh, Lili Brennan, Chase Vacnin, Artyon Celestine Spezial-Gäste: Nelly, Ben Feldman         |           |                                    |                                       |                      |                                       |            |
| 39 | 24        | -                                  | Spilling the T-Rex                    | 25. Sep. 2021        | –                                     | 223        |
| Spezial-Mitstreiter: Chase Vacnin, Kensington Tallman Spezial-Gäste: Xavier Woods, Avani Gregg                           |           |                                    |                                       |                      |                                       |            |
| 40 | 25        | -                                  | Birds of a Feather Skate Together!    | 2. Okt. 2021         | –                                     | 224        |
| Spezial-Mitstreiter: Chase Vacnin, Kensington Tallman, Artyon Celestine Spezial-Gäste: Tony Hale, Hayley Kiyoko          |           |                                    |                                       |                      |                                       |            |
| 41 | 26        | -                                  | Ah Rats! Who Let the Fox Out?         | 9. Okt. 2021         | –                                     | 225        |
| Spezial-Mitstreiter: Chase Vacnin, Kensington Tallman, Telci Huynh, Lili Brennan Spezial-Gäste: James Maslow, Loren Gray |           |                                    |                                       |                      |                                       |            |
| 42 | 27        | -                                  | Rollin' with the Fun Guy!             | 11. Nov. 2021        | –                                     | 225        |
| Spezial-Mitstreiter: Chase Vacnin, Wolfgang Schaffer, Telci Huynh Spezial-Gäste: Tan France, That Girl Lay Lay           |           |                                    |                                       |                      |                                       |            |